# Петру Гозун
Петру Гозун (нар. 10 лютого 1951, Липецьке, Одеська область) — тренер і арбітр зі спортивних танців з Республіки Молдова, президент Федерації спортивних танців Молдови, президент Спортивного товариства «Кодреанка». Танцювальний клуб, колишній депутат парламенту Республіки Молдова, обраний у парламенті 2005—2009 років за списками Комуністичної партії. Він також був заступником голови Комітету парламенту з питань культури, освіти, спорту та ЗМІ. У 2001 році йому було присвоєно звання кавалера Ордена Республіки — вищої державної нагороди Республіки Молдова, а в 2011 році йому присвоєно почесне звання «Народний артист».